# Новий Сівас стадіон 4 вересня
Новий Сівас стадіон 4 вересня (тур. Yeni Sivas 4 Eylül Stadyumu) — стадіон у Сівасі, Туреччина. Також відомий як Стадіон Сівас та Сівас Арена, був відкритий у 2016 як новий домашній стадіон для футбольного клубу «Сівасспор» з турецької суперліги. Стадіон вміщує 27 532 глядача та замінив попередній стадіон команди — стадіон «4 вересня», звідки і нова назва стадіону.